# Kareem Rush
Kareem Lamar Rush (Kansas City, Missouri, 30. listopada 1980.) američki je profesionalni košarkaš. Igra na poziciji bek šutera, a trenutačno je slobodan igrač. Izabran je u 1. krugu (20. ukupno) NBA drafta 2002. od strane Toronto Raptorsa. 

## Sveučilište
Nakon završetka srednje škole Pembroke Hill School u Kansas Cityu, Rush je pohađao sveučilište Missouri. Na drugoj godini prosječno je postizao 21.2 poena i bio prvi strijelac Big 12 konferencije. Na trećoj godini prosječno je postizao 19.8 poena i odveo sveučilište do Zapadnog regionalnog finala NCAA lige. 

## NBA

### Los Angeles Lakers
Rush je izabran kao 20. izbor NBA drafta 2002. od strane Toronto Raptorsa, ali odmah je proslijeđen u Los Angeles Lakerse. Rush je bio smatran izborom među prvih 10, ali na draftu je pao za još 10 mjesta. To se slično dogodilo njegovom bratu JaRonu - sveučilišnoj zvijezdi UCLA - koji se prijavio na draft 2000. godine, ali nije bio izabran. U prve dvije sezone imao je ograničenu minutažu, te imao zamjensku ulogu za prve strijelce Kobea Bryanta i Shaquillea O'Neala. Međutim, zbog šuterske preciznosti iza linije za tricu tijekom sezone 2003./04. postao je rezervni igrač u sistemu trenera Phila Jacksonaa. Usprkos porazu Lakersa od Pistonsa u finalu 2004. godine, Rush se pokazao kao dobar strijelac. Za prosječnih 14 minuta po utakmici u doigravanju, gađao je izvrsnih 40% iza linije za tricu. U šestoj utakmici finala Zapadne konferencije protiv Minnesota Timberwolvese 96:90, Rush je s klupe ubacio 18 poena, sve trice (6/7) i odveo Lakerse u finale.

### Charlotte Bobcats
Nakon 14 utakmica u sezoni 2004./05., Lakersi su mijenjali Rusha u Charlotte Bobcatse za dva buduća izbora drugog kruga drafta. Ondje je dobio važniju ulogu nego u Los Angelesu, te za prosječnih 25 minuta postizao 11.5 poena po utakmici. S 35 postignutih poena bio je najzaslužniji za Bobcatsovu najuvjerljiviju pobjedu u kratkoj klupskoj povijesti svladavši Indiana Pacerse sa 122:90. Sezonu je završio u ožujku kada je protiv New Orleans Hornetsa zadobio istegnuće medijalnog kolateralnog ligamenta (MCL). 

### Seattle SuperSonics i Europa
Početak sezone započeo je kao član Seattle SuperSonicsa, ali sporim oporavkom od ozljede, u studenome 2006. otpušten je iz kluba. U prosincu 2006. odlazi u Europu i potpisuje za 
litavski Lietuvos Rytas. Bio je to odličan potez tadašnjeg trenera Rytasa Zmage Sagadina jer je Rush odveo momčad do finala litavskog kupa, te je izabran na litavski All-Star susret. Na kraju sezone s Rytasom je osvojio naslov Baltičke košarkaške lige i imenovan je najkorisnijim igračem Final Foura. 

### Indiana Pacers i Philadelphia 76ers
Sljedeće sezone natrag se vratio u NBA ligu i potpisao jednogodišnji ugovor s Indiana Pacersima. Sezonu kasnije (2008./09.) potpisao je također jednogodišnji ugovor s Philadelphia 76ersa. To mu je ujedno i najgora sezone u NBA jer je za 8 minuta provedenih u igri postizao slabih 2.2 poena. 

### Los Angeles Clippers
Nakon završetka sezone 2008./09. Rush je potpisao ugovor s Los Angeles Clippersima, ali je 22. siječnja 2010. otpušten iz kluba.

## NBA statistika

### Regularni dio
| Godina    | Klub         | Odig. uta. | Uta. poč. | Min. | 2P%  | 3P%  | Sl. bac.% | Skok. | Asist. | Ukr. lop. | Blok. | Poena |
| --------- | ------------ | ---------- | --------- | ---- | ---- | ---- | --------- | ----- | ------ | --------- | ----- | ----- |
| 2002./03. | L.A. Lakers  | 76         | 0         | 11.5 | .393 | .279 | .696      | 1.2   | .9     | .1        | .1    | 3.0   |
| 2003./04. | L.A. Lakers  | 72         | 15        | 17.3 | .440 | .348 | .596      | 1.3   | .8     | .5        | .3    | 6.4   |
| 2004./05. | L.A. Lakers  | 14         | 0         | 6.5  | .200 | .200 | 1.000     | .7    | .2     | .1        | .1    | .9    |
| 2004./05. | Charlotte    | 34         | 22        | 25.8 | .396 | .386 | .761      | 2.3   | 1.9    | .5        | .2    | 11.5  |
| 2005./06. | Charlotte    | 47         | 25        | 23.6 | .386 | .348 | .714      | 2.2   | 1.1    | .8        | .3    | 10.1  |
| 2007./08. | Indiana      | 71         | 15        | 21.2 | .401 | .389 | .714      | 2.4   | 1.3    | .6        | .3    | 8.3   |
| 2008./09. | Philadelphia | 25         | 1         | 8.0  | .345 | .303 | 1.000     | .6    | .6     | .2        | .0    | 2.2   |
| Ukupno    |              | 339        | 78        | 17.4 | .400 | .358 | .703      | 1.7   | 1.0    | .4        | .2    | 6.5   |

### Doigravanje
| Godina    | Klub        | Odig. uta. | Uta. poč. | Min. | 2P%  | 3P%  | Sl. bac.% | Skok. | Asist. | Ukr. lop. | Blok. | Poena |
| --------- | ----------- | ---------- | --------- | ---- | ---- | ---- | --------- | ----- | ------ | --------- | ----- | ----- |
| 2002./03. | L.A. Lakers | 9          | 0         | 7.1  | .379 | .364 | 1.000     | .3    | .2     | .1        | .0    | 3.3   |
| 2003./04. | L.A. Lakers | 22         | 0         | 14.3 | .385 | .400 | .667      | .7    | .8     | .4        | .1    | 3.7   |
| Ukupno    |             | 31         | 0         | 12.2 | .383 | .393 | .857      | .6    | .6     | .3        | .1    | 3.6   |

## Vanjske poveznice
- Profil na NBA.com
- Profil na Basketball-Reference.com